# Kara (музичка група)
Кара (енгл. KARA, кореј. 카라, јап. カラ) је јужнокорејска кеј-поп група основана 2007. године.

## Састав
- Парк Гјури (кореј. 박규리, Park Gyuri)
- Хан Сеунг Јеон (кореј. 한승연, Han Seung-Yeon)
- Гу Ха Ра (кореј. 구하라, Gu Ha-la)
- Никол (кореј. 니콜, Nikol)
- Канг Џи Јоунг (кореј. 강지영, Kang Ji-young)

## Дискографија
- 2007:
- 2008:
- 2008:
- 2009:
- 2009:
- 2010:
- 2010:
- 2011: